# Lista de prêmios e indicações recebidos por Grand Theft Auto: San Andreas
Esta é uma lista de prêmios e indicações recebidos por Grand Theft Auto: San Andreas, um jogo eletrônico de ação-aventura desenvolvido pela Rockstar North e publicado pela Rockstar Games. O jogo se passa no estado ficcional de San Andreas, com a história seguindo Carl Johnson em sua luta para lidar com guerras de gangues, confrontos com policiais e as relações com sua família e amigos. O título foi anunciado oficialmente em março de 2004, sendo um dos jogos mais aguardados daquele ano pela IGN.
Lançado em outubro de 2004 exclusivamente para PlayStation 2, San Andreas recebeu "aclamação universal" dos críticos, de acordo com o agregador de resenhas Metacritic; foi o jogo de PlayStation 2 com a maior pontuação no Metacritic em 2004, e o segundo com a maior pontuação no geral naquele ano, atrás de Half-Life 2. O jogo foi um sucesso comercial, vendendo 17,33 milhões de cópias apenas para o PlayStation 2, e 27,5 milhões de unidades no total, se estabelecendo como o jogo mais vendido do PlayStation 2 e um dos jogos mais vendidos de todos os tempos.
San Andreas recebeu prêmios e indicações em uma variedade de categorias de diferentes premiações, com honrarias especiais principalmente para sua música, performances e design. Na Spike Video Game Awards 2004, o jogo recebeu cinco indicações e ganhou quatro prêmios: "Jogo do Ano", "Melhor Jogo de Ação", "Melhor Trilha Sonora" e "Melhor Performance Masculina" para Samuel L. Jackson como Frank Tenpenny. O jogo recebeu seis indicações no 8.º Interactive Achievement Awards, vencendo nas categorias de "Excelência em Trilha Sonora" e "Jogo de Console de Ação-aventura do Ano". Foi ainda indicado em seis categorias no 2.º British Academy Games Awards e em quatro no 5.º Game Developers Choice Awards. San Andreas foi o grande vencedor do Golden Joystick Awards de 2005, vencendo na categoria de "Jogo do Ano" e em outras quatro.
Além das premiações, San Andreas também recebeu honrarias de publicações de jogos eletrônicos. A IGN nomeou o título como "Jogo de PlayStation 2 do Ano", "Melhor Jogo de Ação no PlayStation 2" e "Melhor História no PlayStation 2". Na GameSpot's Best and Worst of 2004, o jogo recebeu os prêmios de "Melhor Jogo de PlayStation 2", "Melhor Jogo de Ação-Aventura", "Escolha dos Leitores: Melhor Jogo de Ação-Aventura no PlayStation 2", "Escolha dos Leitores: Jogo do Ano no PlayStation 2", "Melhor Dublagem" e "Jogo Mais Engraçado". A Rockstar North recebeu o prêmio de "Melhor Desenvolvedora" pela Edge, enquanto que a Eurogamer e a GameSpy colocaram o jogo em terceiro lugar entre os melhores de 2004. Além disso, a GameSpy premiou-o como "Jogo de PlayStation 2 do Ano", e a 4Players o honrou com os prêmios de "Jogo de Console de Ação do Ano", "Melhor Música Para Um Jogo de Console", "Melhor Dublagem Para Um Jogo de Console", "Melhor Sequência Para Um Jogo de Console" e "Jogo de Console do Ano".

## Prêmios e indicações de premiações
| Premiação                       | Data                    | Categoria                                                | Destinatário(s)                                                                      | Resultado | Ref(s).       |
| ------------------------------- | ----------------------- | -------------------------------------------------------- | ------------------------------------------------------------------------------------ | --------- | ------------- |
| British Academy Games Awards    | 12 de fevereiro de 2005 | Special Award                                            | Leslie Benzies, Sam Houser                                                           | Venceu    | [ 12 ]        |
| British Academy Games Awards    | 12 de fevereiro de 2005 | Melhor Jogo                                              | Grand Theft Auto: San Andreas                                                        | Indicado  | [ 12 ]        |
| British Academy Games Awards    | 12 de fevereiro de 2005 | Melhor Jogo de PS2                                       | Grand Theft Auto: San Andreas                                                        | Indicado  | [ 12 ]        |
| British Academy Games Awards    | 12 de fevereiro de 2005 | Melhor Animação                                          | Grand Theft Auto: San Andreas                                                        | Indicado  | [ 12 ]        |
| British Academy Games Awards    | 12 de fevereiro de 2005 | Melhor Jogo de Ação-aventura                             | Grand Theft Auto: San Andreas                                                        | Indicado  | [ 12 ]        |
| British Academy Games Awards    | 12 de fevereiro de 2005 | Prêmio de Leitor do Sunday Times para Jogos              | Grand Theft Auto: San Andreas                                                        | Indicado  | [ 12 ]        |
| G-Phoria Awards                 | 27 de julho de 2005     | Melhor Trilha Sonora Licenciada                          | Grand Theft Auto: San Andreas                                                        | Venceu    | [ 33 ] [ 34 ] |
| G-Phoria Awards                 | 27 de julho de 2005     | Jogo do Ano                                              | Grand Theft Auto: San Andreas                                                        | Indicado  | [ 33 ] [ 34 ] |
| G-Phoria Awards                 | 27 de julho de 2005     | Melhor Jogo de Ação                                      | Grand Theft Auto: San Andreas                                                        | Indicado  | [ 33 ] [ 34 ] |
| G-Phoria Awards                 | 27 de julho de 2005     | Personagem Favorito                                      | Carl Johnson                                                                         | Indicado  | [ 33 ] [ 34 ] |
| G-Phoria Awards                 | 27 de julho de 2005     | Melhor Performance Vocal – Masculino                     | Samuel L. Jackson como Frank Tenpenny                                                | Indicado  | [ 33 ] [ 34 ] |
| G-Phoria Awards                 | 27 de julho de 2005     | Melhor Performance Vocal – Masculino                     | Young Maylay como Carl Johnson                                                       | Indicado  | [ 33 ] [ 34 ] |
| Game Audio Network Guild Awards | 10 de março de 2005     | Melhor Uso de Música Licenciada                          | Craig Conner, Tim Sweeney                                                            | Venceu    | [ 35 ]        |
| Game Audio Network Guild Awards | 10 de março de 2005     | Melhores Diálogos                                        | Dan Houser                                                                           | Venceu    | [ 35 ]        |
| Game Developers Choice Awards   | 9 de março de 2005      | Jogo do Ano                                              | Leslie Benzies, Adam Fowler, Aaron Garbut, Sam Houser, Alexander Roger, Obbe Vermeij | Indicados | [ 13 ]        |
| Game Developers Choice Awards   | 9 de março de 2005      | Melhor Áudio                                             | Craig Conner, Allan Walker                                                           | Indicados | [ 13 ]        |
| Game Developers Choice Awards   | 9 de março de 2005      | Melhor Design de Jogo                                    | Leslie Benzies, Adam Fowler, Aaron Garbut, Sam Houser, Alexander Roger, Obbe Vermeij | Indicados | [ 13 ]        |
| Game Developers Choice Awards   | 9 de março de 2005      | Melhor Enredo                                            | Dan Houser, James Worrall                                                            | Indicados | [ 13 ]        |
| Golden Joystick Awards          | 5 de novembro de 2004   | Jogo Mais Procurado Para o Natal                         | Grand Theft Auto: San Andreas                                                        | Venceu    | [ 36 ]        |
| Golden Joystick Awards          | 4 de novembro de 2005   | Jogo do Ano                                              | Grand Theft Auto: San Andreas                                                        | Venceu    | [ 14 ]        |
| Golden Joystick Awards          | 4 de novembro de 2005   | Jogo de PlayStation 2 do Ano                             | Grand Theft Auto: San Andreas                                                        | Venceu    | [ 14 ]        |
| Golden Joystick Awards          | 4 de novembro de 2005   | Melhor Trilha Sonora de um Jogo em 2005                  | Grand Theft Auto: San Andreas                                                        | Venceu    | [ 14 ]        |
| Golden Joystick Awards          | 4 de novembro de 2005   | Herói de 2005                                            | Carl Johnson                                                                         | Venceu    | [ 14 ]        |
| Golden Joystick Awards          | 4 de novembro de 2005   | Vilão de 2005                                            | Frank Tenpenny                                                                       | Venceu    | [ 14 ]        |
| Golden Joystick Awards          | 27 de outubro de 2006   | Jogo do Ano                                              | Grand Theft Auto: San Andreas Special Edition                                        | Indicado  | [ 37 ] [ 38 ] |
| Golden Joystick Awards          | 27 de outubro de 2006   | Jogo de PlayStation do Ano                               | Grand Theft Auto: San Andreas Special Edition                                        | Indicado  | [ 37 ] [ 38 ] |
| Golden Joystick Awards          | 27 de outubro de 2006   | Girls Choice Award                                       | Grand Theft Auto: San Andreas Special Edition                                        | Indicado  | [ 37 ] [ 38 ] |
| Interactive Achievement Awards  | 1 de fevereiro de 2005  | Excelência em Trilha Sonora                              | Grand Theft Auto: San Andreas                                                        | Venceu    | [ 11 ]        |
| Interactive Achievement Awards  | 1 de fevereiro de 2005  | Jogo de Console de Ação-aventura do Ano                  | Grand Theft Auto: San Andreas                                                        | Venceu    | [ 11 ]        |
| Interactive Achievement Awards  | 1 de fevereiro de 2005  | Jogo do Ano                                              | Grand Theft Auto: San Andreas                                                        | Indicado  | [ 11 ]        |
| Interactive Achievement Awards  | 1 de fevereiro de 2005  | Jogo de Console do Ano                                   | Grand Theft Auto: San Andreas                                                        | Indicado  | [ 11 ]        |
| Interactive Achievement Awards  | 1 de fevereiro de 2005  | Excelência em Desenvolvimento de Personagens ou História | Grand Theft Auto: San Andreas                                                        | Indicado  | [ 11 ]        |
| Interactive Achievement Awards  | 1 de fevereiro de 2005  | Excelência em Design de Jogo                             | Grand Theft Auto: San Andreas                                                        | Indicado  | [ 11 ]        |
| NAVGTR Awards                   | 9 de março de 2005      | Melhor Direção de Arte                                   | Grand Theft Auto: San Andreas                                                        | Venceu    | [ 39 ]        |
| NAVGTR Awards                   | 9 de março de 2005      | Melhor Coletânea de Canções                              | Grand Theft Auto: San Andreas                                                        | Venceu    | [ 39 ]        |
| NAVGTR Awards                   | 9 de março de 2005      | Melhor Escrita/História                                  | Grand Theft Auto: San Andreas                                                        | Venceu    | [ 39 ]        |
| NAVGTR Awards                   | 9 de março de 2005      | Melhor Performance Vocal — Principal                     | Young Maylay                                                                         | Venceu    | [ 39 ]        |
| NAVGTR Awards                   | 9 de março de 2005      | Melhor Performance Vocal — Secundário                    | Peter Fonda                                                                          | Venceu    | [ 39 ]        |
| NAVGTR Awards                   | 9 de março de 2005      | Melhor Design de Personagens                             | Grand Theft Auto: San Andreas                                                        | Indicado  | [ 39 ]        |
| NAVGTR Awards                   | 9 de março de 2005      | Melhor Direção em um Jogo Cinematográfico                | Grand Theft Auto: San Andreas                                                        | Indicado  | [ 39 ]        |
| NAVGTR Awards                   | 9 de março de 2005      | Melhor Performance Vocal — Secundário                    | David Cross                                                                          | Indicado  | [ 39 ]        |
| Satellite Awards                | 17 de dezembro de 2005  | Melhor Jogo de Ação-aventura                             | Grand Theft Auto: San Andreas                                                        | Indicado  | [ 40 ]        |
| Spike Video Game Awards         | 14 de dezembro de 2004  | Jogo do Ano                                              | Grand Theft Auto: San Andreas                                                        | Venceu    | [ 10 ] [ 41 ] |
| Spike Video Game Awards         | 14 de dezembro de 2004  | Melhor Jogo de Ação                                      | Grand Theft Auto: San Andreas                                                        | Venceu    | [ 10 ] [ 41 ] |
| Spike Video Game Awards         | 14 de dezembro de 2004  | Melhor Trilha Sonora                                     | Grand Theft Auto: San Andreas                                                        | Venceu    | [ 10 ] [ 41 ] |
| Spike Video Game Awards         | 14 de dezembro de 2004  | Melhor Performance Masculina                             | Samuel L. Jackson como Frank Tenpenny                                                | Venceu    | [ 10 ] [ 41 ] |
| Spike Video Game Awards         | 14 de dezembro de 2004  | Designer do Ano                                          | Sam Houser, Rockstar North                                                           | Indicados | [ 10 ] [ 41 ] |
| Teen Choice Awards              | 14 de agosto de 2005    | Escolha do Público: Melhor Jogo                          | Grand Theft Auto: San Andreas                                                        | Venceu    | [ 42 ]        |

## Honrarias de publicações
| Publicação      | País           | Honraria/Lista                                                      | Resultado | Ref(s). |
| --------------- | -------------- | ------------------------------------------------------------------- | --------- | ------- |
| 4Players        | Alemanha       | Jogo de Console do Ano                                              | Venceu    | [ 32 ]  |
| 4Players        | Alemanha       | Jogo de Console de Ação do Ano                                      | Venceu    | [ 28 ]  |
| 4Players        | Alemanha       | Melhor Música Para Um Jogo de Console                               | Venceu    | [ 29 ]  |
| 4Players        | Alemanha       | Melhor Dublagem Para Um Jogo de Console                             | Venceu    | [ 30 ]  |
| 4Players        | Alemanha       | Melhor Sequência Para Um Jogo de Console                            | Venceu    | [ 31 ]  |
| Edge            | Reino Unido    | Melhor Desenvolvedora (Rockstar North)                              | Venceu    | [ 24 ]  |
| Edge            | Reino Unido    | Melhor Design de Áudio                                              | Indicado  | [ 24 ]  |
| Edge            | Reino Unido    | Melhor Publicadora (Rockstar Games)                                 | Indicado  | [ 24 ]  |
| Eurogamer       | Reino Unido    | 50 Melhores Jogos de 2004                                           | 3.º lugar | [ 25 ]  |
| Game Revolution | Estados Unidos | 5 Melhores Jogos de 2004                                            | 2.º lugar | [ 43 ]  |
| Game Revolution | Estados Unidos | Melhor Jogo de Ação                                                 | Venceu    | [ 44 ]  |
| GameSpy         | Estados Unidos | 10 Melhores Jogos de 2004                                           | 3.º lugar | [ 26 ]  |
| GameSpy         | Estados Unidos | Jogo de PlayStation 2 do Ano (2004)                                 | Venceu    | [ 27 ]  |
| GameSpy         | Estados Unidos | Escolha dos Leitores: Jogo de PlayStation 2 do Ano (2004)           | Venceu    | [ 45 ]  |
| GameSpy         | Estados Unidos | Jogo de PC do Ano (2005)                                            | 4.º lugar | [ 46 ]  |
| GameSpy         | Estados Unidos | Jogo de Ação-aventura de PC do Ano (2005)                           | Venceu    | [ 47 ]  |
| GameSpy         | Estados Unidos | Jogo de Xbox do Ano (2005)                                          | 3.º lugar | [ 48 ]  |
| GameSpot        | Estados Unidos | Melhor Jogo de PlayStation 2                                        | Venceu    | [ 18 ]  |
| GameSpot        | Estados Unidos | Melhor Jogo de Ação-aventura                                        | Venceu    | [ 19 ]  |
| GameSpot        | Estados Unidos | Melhor Dublagem                                                     | Venceu    | [ 22 ]  |
| GameSpot        | Estados Unidos | Jogo Mais Engraçado                                                 | Venceu    | [ 23 ]  |
| GameSpot        | Estados Unidos | Escolha dos Leitores: Melhor Jogo de Ação-aventura no PlayStation 2 | Venceu    | [ 20 ]  |
| GameSpot        | Estados Unidos | Escolha dos Leitores: Jogo do Ano no PlayStation 2                  | Venceu    | [ 21 ]  |
| GameSpot        | Estados Unidos | Jogo do Ano                                                         | Indicado  | [ 49 ]  |
| GameSpot        | Estados Unidos | Melhor História                                                     | Indicado  | [ 50 ]  |
| GameSpot        | Estados Unidos | Melhor Música Licenciada                                            | Indicado  | [ 50 ]  |
| GameSpot        | Estados Unidos | Melhor Personagem Novo (Ryder)                                      | Indicado  | [ 50 ]  |
| GameSpot        | Estados Unidos | Melhor Uso de uma Celebridade (James Woods — Mike Toreno)           | Indicado  | [ 50 ]  |
| GameSpot        | Estados Unidos | Melhor Uso de uma Celebridade (Samuel L. Jackson — Frank Tenpenny)  | Indicado  | [ 50 ]  |
| IGN             | Estados Unidos | Jogo de PlayStation 2 do Ano                                        | Venceu    | [ 15 ]  |
| IGN             | Estados Unidos | Melhor Jogo de Ação no PlayStation 2                                | Venceu    | [ 16 ]  |
| IGN             | Estados Unidos | Melhor História no PlayStation 2                                    | Venceu    | [ 17 ]  |
| IGN             | Estados Unidos | Melhor Jogo de Ação                                                 | 2.º lugar | [ 51 ]  |
| IGN             | Estados Unidos | Melhor Trilha Sonora                                                | 2.º lugar | [ 52 ]  |
| IGN             | Estados Unidos | Melhor Trilha Sonora no PlayStation 2                               | 2.º lugar | [ 53 ]  |
| PGNx            | Estados Unidos | 10 Melhores Jogos de 2004                                           | 1.º lugar | [ 54 ]  |
| The Guardian    | Reino Unido    | Escolha dos Leitores: 10 Melhores Jogos de Console de 2004          | 1.º lugar | [ 55 ]  |
| Time            | Estados Unidos | Melhores Jogos de 2004                                              | 5.º lugar | [ 56 ]  |
| X-Play          | Estados Unidos | Jogo do Ano                                                         | Indicado  | [ 57 ]  |
| X-Play          | Estados Unidos | Melhor Jogo de Ação-aventura                                        | Indicado  | [ 57 ]  |